# Bill Rowe
William Oliver „Bill“ Rowe  (* 2. Februar 1931 in Crook, County Durham; † 29. September 1992 in London Borough of Hillingdon) war ein britischer Tontechniker.

## Leben
Rowe begann seine Karriere 1955 im Filmstab. Zu seinen ersten Filmen zählte die Krimikomödie Ladykillers. Von Mitte der 1960er bis Anfang der 1970er Jahre arbeitete er viel für das britische Fernsehen und war unter anderem an den Fernsehserien Simon Templar, Mit Schirm, Charme und Melone und Department S beteiligt. In der Folge war er an zahlreichen erfolgreichen britischen Filmproduktionen beteiligt und erhielt zwischen 1973 und 1990 insgesamt acht Nominierungen für den BAFTA Film Award in der Kategorie Bester Ton. Drei Mal konnte er die Auszeichnung gewinnen, 1980 für Alien – Das unheimliche Wesen aus einer fremden Welt, 1982 für Die Geliebte des französischen Leutnants und 1985 für The Killing Fields – Schreiendes Land. 1988 erhielt er zusammen mit Ivan Sharrock den Oscar in der Kategorie Bester Ton für Der letzte Kaiser.
Rowe starb 1992 im Alter von 61 Jahren; im selben Jahr wurde Bitter Moon, der letzte Film mit seiner Beteiligung, veröffentlicht.

## Filmografie (Auswahl)

### Film
- 1955: Ladykillers (The Ladykillers)
- 1967: Tanz der Vampire (The Fearless Vampire Killers)
- 1971: Uhrwerk Orange (A Clockwork Orange)
- 1973: Die Nacht der tausend Augen (Night Watch)
- 1974: Captain Kronos – Vampirjäger (Captain Kronos – Vampire Hunter)
- 1974: Mord im Orient-Express (Murder on the Orient Express)
- 1975: The Rocky Horror Picture Show
- 1977: Steiner – Das Eiserne Kreuz (Cross of Iron)
- 1978: Tod auf dem Nil (Death on the Nile)
- 1979: Alien – Das unheimliche Wesen aus einer fremden Welt (Alien)
- 1979: Quadrophenia
- 1980: Shining (The Shining)
- 1981: Die Geliebte des französischen Leutnants (The French Lieutenant’s Woman)
- 1981: Die Stunde des Siegers (Chariots of Fire)
- 1983: Local Hero
- 1983: Sag niemals nie (Never Say Never Again)
- 1983: Yentl
- 1984: The Killing Fields – Schreiendes Land (The Killing Fields)
- 1987: Der letzte Kaiser (The Last Emperor)
- 1988: Der Biss der Schlangenfrau (The Lair of the White Worm)
- 1989: Batman
- 1991: Nicht ohne meine Tochter (Not Without My Daughter)
- 1992: Bitter Moon

### Fernsehen
- 1965–1968: Simon Templar (The Saint)
- 1967–1969: Mit Schirm, Charme und Melone (The Avengers)
- 1969–1970: Department S
- 1969–1970: Randall & Hopkirk – Detektei mit Geist (Randall & Hopkirk (Deceased))
- 1971–1972: Jason King

## Auszeichnungen
- 1973: BAFTA-Film-Award-Nominierung in der Kategorie Bester Ton für Uhrwerk Orange
- 1980: BAFTA Film Award in der Kategorie Bester Ton für Alien – Das unheimliche Wesen aus einer fremden Welt
- 1982: BAFTA-Film-Award-Nominierung in der Kategorie Bester Ton für Die Stunde des Siegers
- 1982: BAFTA Film Award in der Kategorie Bester Ton für Die Geliebte des französischen Leutnants
- 1985: BAFTA Film Award in der Kategorie Bester Ton für Killing Fields – Schreiendes Land
- 1987: BAFTA-Film-Award-Nominierung in der Kategorie Bester Ton für Mission
- 1988: Oscar in der Kategorie Bester Ton für Der letzte Kaiser
- 1989: BAFTA Film Award in der Kategorie Bester Ton für Der letzte Kaiser
- 1990: BAFTA Film Award in der Kategorie Bester Ton für Batman